# 40e cérémonie des People's Choice Awards
La 40e cérémonie des People's Choice Awards, organisée par Procter & Gamble, a eu lieu le 8 janvier 2014 et a récompensé les artistes, films, séries et chansons ayant le mieux servi la culture populaire en 2013. Elle a été présentée par Beth Behrs et Kat Dennings et retransmise aux États-Unis par CBS.
Les nominations ont été annoncées le 5 novembre 2013.

## Performances musicales
- OneRepublic - Counting Stars
- Sara Bareilles - Brave
- Brad Paisley - The Mona Lisa

## Présentateurs des prix
- Jessica Alba
- Stana Katic
- Sandra Bullock
- Zac Efron
- Britney Spears
- Christina Aguilera
- Justin Timberlake
- Anna Faris
- Marg Helgenberger
- Roma Downey
- Kaley Cuoco
- Emily Deschanel
- Michael Weatherly
- Josh Holloway
- Ellen DeGeneres
- LL Cool J
- Chris O'Donnell
- Melissa McCarthy
- Drew Barrymore
- Nina Dobrev
- Robert Downey Jr.
- Sarah Michelle Gellar
- Sean Hayes
- Allison Janney
- Michael B. Jordan
- Queen Latifah
- Julianna Margulies
- Shemar Moore
- Norman Reedus
- Ian Somerhalder
- Miles Teller
- Allison Williams
- Malin Akerman
- Stephen Amell
- Wayne Brady
- Stephen Colbert
- Chris Colfer
- Naya Rivera
- Lucy Hale
- Heidi Klum
- Ross Mathews
- Joseph Morgan
- Meghan Ory
- Ian Ziering
- Matt LeBlanc

## Palmarès

### Cinéma

#### Film préféré
- Iron Man 3
  - Moi, moche et méchant 2 (Despicable Me 2)
  - Fast and Furious 6
  - Monstres Academy (Monsters University)
  - Star Trek Into Darkness

#### Film d'action préféré
- Iron Man 3
  - Fast and Furious 6
  - Star Trek Into Darkness
  - Wolverine : Le Combat de l'immortel (The Wolverine)
  - World War Z

#### Film comique préféré
- Les Flingueuses (The Heat)
  - Copains pour toujours 2 (Grown Ups 2)
  - Very Bad Trip 3 (The Hangover Part III)
  - Instructions Not Included
  - Les Miller, une famille en herbe (We're the Millers)

#### Film dramatique préféré
- Gravity
  - Capitaine Phillips (Captain Phillips)
  - Gatsby le Magnifique (The Great Gatsby)
  - Le Majordome (Lee Daniels' The Butler)
  - Prisoners

#### Film de fin d'année préféré
- Hunger Games : L'Embrasement
  - Thor : Le Monde des ténèbres (Thor: The Dark World)

#### Acteur préféré
- Johnny Depp
  - Channing Tatum
  - Hugh Jackman
  - Leonardo DiCaprio
  - Robert Downey Jr.

#### Actrice préférée
- Sandra Bullock
  - Gwyneth Paltrow
  - Jennifer Aniston
  - Melissa McCarthy
  - Scarlett Johansson

#### Acteur dramatique préféré
- Leonardo DiCaprio
  - Channing Tatum
  - Chris Hemsworth
  - Hugh Jackman
  - Ryan Gosling

#### Actrice dramatique préférée
- Sandra Bullock
  - Amy Adams
  - Emma Stone
  - Halle Berry
  - Oprah Winfrey

#### Acteur comique préféré
- Adam Sandler
  - Bradley Cooper
  - Chris Rock
  - James Franco
  - Zach Galifianakis

#### Actrice comique préférée
- Sandra Bullock
  - Emma Watson
  - Jennifer Aniston
  - Melissa McCarthy
  - Scarlett Johansson

#### Acteur d'action préféré
- Robert Downey Jr.
  - Brad Pitt
  - Channing Tatum
  - Hugh Jackman
  - Vin Diesel

#### Duo d'acteur préféré
- Sandra Bullock et George Clooney dans Gravity
  - Chris Pine et Zachary Quinto dans Star Trek Into Darkness
  - Jennifer Aniston et Jason Sudeikis dans Les Miller, une famille en herbe (We're the Millers)
  - Robert Downey Jr. et Gwyneth Paltrow dans Iron Man 3
  - Sandra Bullock et Melissa McCarthy dans Les Flingueuses (The Heat)

#### Film familial préféré
- Moi, moche et méchant 2 (Despicable Me 2)
  - Monstres Academy (Monsters University)
  - Le Monde fantastique d'Oz (Oz the Great and Powerful)
  - Percy Jackson : La Mer des monstres (Percy Jackson : Sea of Monsters)
  - Les Schtroumpfs 2 (The Smurfs 2)

#### Film d'horreur préféré
- Carrie : La Vengeance (Carrie)
  - Conjuring : Les Dossiers Warren (The Conjuring)
  - Hansel et Gretel : Witch Hunters
  - Insidious : Chapitre 2 (Insidious : Chapter 2)
  - Mama

#### Film thriller préféré
- Insaisissables (Now You See Me)
  - The Call
  - Die Hard : Belle journée pour mourir (A Good Day to Die Hard)
  - Red 2
  - White House Down

### Télévision

#### Série comique préférée
- The Big Bang Theory
  - 2 Broke Girls
  - Glee
  - How I Met Your Mother
  - Modern Family

#### Série dramatique préférée
- The Good Wife
  - Chicago Fire
  - Grey's Anatomy
  - Nashville
  - Parenthood

#### Acteur comique préféré
- Chris Colfer
  - Darren Criss
  - Jesse Tyler Ferguson
  - Jim Parsons
  - Neil Patrick Harris

#### Actrice comique préférée
- Kaley Cuoco
  - Jane Lynch
  - Lea Michele
  - Melissa McCarthy
  - Zooey Deschanel

#### Acteur dramatique préféré
- Josh Charles
  - Jim Caviezel
  - Kevin Bacon
  - Mark Harmon
  - Patrick Dempsey

#### Actrice dramatique préférée
- Stana Katic
  - Julianna Margulies
  - Mariska Hargitay
  - Pauley Perrette
  - Sandra Oh

#### Série criminelle préférée
- Castle
  - Bones
  - Esprits criminels (Criminal Minds)
  - Mentalist
  - NCIS : Enquêtes spéciales (NCIS)

#### Série de science-fiction ou fantastique préférée
- Beauty and the Beast
  - Once Upon a Time
  - Supernatural
  - Vampire Diaries
  - The Walking Dead

#### Acteur de science-fiction ou fantastique préféré
- Ian Somerhalder
  - Andrew Lincoln
  - Jared Padalecki
  - Jensen Ackles
  - Stephen Amell

#### Actrice de science-fiction ou fantastique préférée
- Kristin Kreuk
  - Emilia Clarke
  - Ginnifer Goodwin
  - Nina Dobrev
  - Tatiana Maslany

#### Série comique du câble préférée
- Psych : Enquêteur malgré lui (Psych)
  - Awkward
  - Cougar Town
  - Hot in Cleveland
  - Melissa and Joey

#### Série dramatique du câble préférée
- The Walking Dead
  - Downton Abbey
  - Pretty Little Liars
  - Sons of Anarchy
  - FBI : Duo très spécial (White Collar)

#### Série payante du câble préférée
- Homeland
  - Californication
  - Game of Thrones
  - Girls
  - True Blood

#### Téléfilm ou mini-série préférée
- American Horror Story
  - Ma vie avec Liberace (Behind the Candelabra)
  - La Bible (The Bible)
  - Sharknado
  - The White Queen

#### Actrice du câble préférée
- Lucy Hale
  - Angie Harmon
  - Claire Danes
  - Courteney Cox
  - Maggie Smith

#### Anti-héros préféré
- Rick Grimes dans The Walking Dead
  - Dexter Morgan dans Dexter
  - Jamie Lannister dans Game of Thrones
  - Norman Bates dans Bates Motel
  - Walter White dans Breaking Bad

#### Duo ou groupe d'amis masculin préféré
- Sam Winchester, Dean Winchester et Castiel dans Supernatural
  - Blaine Anderson et Sam Evans dans Glee
  - Kevin Ryan et Javier Esposito dans Castle
  - Sheldon Cooper, Leonard Hofstadter, Howard Wolowitz et Rajesh Koothrappali dans The Big Bang Theory
  - Ted Mosby, Marshall Eriksen et Barney Stinson dans How I Met Your Mother

#### Duo ou groupe d'amis féminin préféré
- Rachel Berry et Santana Lopez dans Glee
  - Carolinne Channing et Max Black dans 2 Broke Girls
  - Lily Aldrin et Robin Scherbatsky dans How I Met Your Mother
  - Meredith Grey et Cristina Yang dans Grey's Anatomy
  - Penny, Bernadette et Amy dans The Big Bang Theory

#### Alchimie à l'écran préférée
- Damon Salvatore et Elena Gilbert dans Vampire Diaries
  - Richard Castle et Kate Beckett dans Castle
  - Derek Shepherd et Meredith Grey dans Grey's Anatomy
  - Emma Swan et Hook dans Once Upon a Time
  - Kurt Hummel et Blaine Anderson dans Glee

#### Nouvelle série comique préférée
- Super Fun Night
  - Brooklyn Nine-Nine
  - The Crazy Ones
  - Dads
  - The Goldbergs
  - The Michael J. Fox Show
  - The Millers
  - Mom
  - Sean Saves the World
  - Trophy Wife

#### Nouvelle série dramatique préférée
- Reign
  - Agents of S.H.I.E.L.D.
  - Betrayal
  - The Blacklist
  - Dracula
  - Hostages
  - Once Upon a Time in Wonderland
  - The Originals
  - Sleepy Hollow
  - The Tomorrow People

#### Acteur préféré dans une nouvelle série
- Joseph Morgan
  - Andy Samberg
  - Jonathan Rhys Meyers
  - Michael J. Fox
  - Robin Williams

#### Actrice préférée dans une nouvelle série
- Sarah Michelle Gellar
  - Allison Janney
  - Anna Faris
  - Ming-Na Wen
  - Rebel Wilson

#### Série en streaming préférée
- Orange Is the New Black
  - Arrested Development
  - Between Two Ferns with Zach Galifianakis
  - House of Cards
  - Losing It With John Stamos

#### Série terminée préférée
- Breaking Bad
  - 30 Rock
  - Dexter
  - Fringe
  - The Office

#### Présentateur de talk-show de jour préféré
- Ellen DeGeneres dans The Ellen DeGeneres Show
  - Kelly Ripa et Michael Strahan dans Live! with Kelly and Michael
  - Phil McGraw dans Dr Phil
  - Rachael Ray dans Rachael Ray
  - Steve Harvey dans Steve Harvey

#### Présentateur de talk-show de soirée préféré
- Stephen Colbert dans The Colbert Report
  - Conan O'Brien dans Conan
  - David Letterman dans Late Show with David Letterman
  - Jimmy Fallon dans Late Night with Jimmy Fallon
  - Jimmy Kimmel dans Jimmy Kimmel Live!

#### Nouveau présentateur de talk-show préféré
- Queen Latifah dans The Queen Latifah Show
  - Arsenio Hall dans The Arsenio Hall Show
  - Bethenny Frankel dans Bethenny
  - Jenny McCarthy dans The View
  - Ross Mathews dans Hello Ross

#### Émission de compétition préférée
- The Voice
  - America's Got Talent
  - Dancing with the Stars
  - MasterChef
  - The X Factor

### Musique

#### Artiste masculin préféré
- Justin Timberlake
  - Avicii
  - Blake Shelton
  - Bruno Mars
  - Michael Bublé

#### Artiste féminine préférée
- Demi Lovato
  - Britney Spears
  - Katy Perry
  - Pink
  - Selena Gomez

#### Nouvel artiste préféré
- Ariana Grande
  - Austin Mahone
  - Icona Pop
  - Imagine Dragons
  - Lorde

#### Artiste pop préféré
- Britney Spears
  - Bruno Mars
  - Demi Lovato
  - Justin Timberlake
  - Katy Perry

#### Artiste country préféré
- Taylor Swift
  - The Band Perry
  - Blake Shelton
  - Carrie Underwood
  - Lady Antebellum

#### Icône country préféré
- Tim McGraw
  - Alan Jackson
  - George Strait
  - Toby Keith
  - Willie Nelson

#### Artiste hip-hop préféré
- Macklemore et Ryan Lewis
  - Drake
  - Jay-Z
  - Kanye West
  - Lil Wayne

#### Artiste R&B préféré
- Justin Timberlake
  - Alicia Keys
  - Ciara
  - Rihanna
  - Robin Thicke

#### Groupe préféré
- One Direction
  - Imagine Dragons
  - Maroon 5
  - OneRepublic
  - Paramore

#### Groupe alternatif préféré
- Fall Out Boy
  - Imagine Dragons
  - Mumford & Sons
  - Muse
  - Paramore

#### Chanson préférée
- Roar de Katy Perry
  - Just Give Me a Reason de Pink feat. Nate Ruess
  - Mirrors de Justin Timberlake
  - Radioactive de Imagine Dragons
  - When I Was Your Man de Bruno Mars

#### Album préféré
- The 20/20 Experience de Justin Timberlake
  - Bangerz de Miley Cyrus
  - Based on a True Story... de Blake Shelton
  - Blurred Lines de Robin Thicke
  - To Be Loved de Michael Bublé

#### Clip vidéo préféré
- Roar de Katy Perry
  - Best Song Ever de One Direction
  - Heart Attack de Demi Lovato
  - Just Give Me a Reason de Pink feat. Nate Ruess
  - Wrecking Ball de Miley Cyrus